# Oscar Molander
Oscar Fredrik Molander, född 8 november 1868 i Timmele socken, död 26 december 1955 i Alingsås, var en svensk kommunpolitiker och företagsledare.
Oscar Molander var son till lantbrukaren och riksdagsmannen Nicolaus August Molander. Han var 1882–1895 anställd i en klädmanufakturaffär i Svenljunga, innan han flyttade till Göteborg där han efter att 1895–1896 varit föreståndare för en manufakturaffär startade en egen rörelse. År 1906 grundade han konfektionsaktiebolaget Oscar Molander för egen tillverkning av kläder. Verksamheten startades i Göteborg men redan 1907 flyttade han verksamheten till Alingsås. Molander blev en pionjär inom industrialisering av klädtillverkningen i Sverige och hans företag växte snabbt, 1920 hade han 200 anställda, 1930 400 anställda och 1940 600 anställda. Företaget startade nya fabriker i Vårgårda 1947, Eksjö 1948 och Trollhättan 1960. Molander var 1906–1948 VD för sitt företag och 1906–1955 styrelseordförande. Han var därtill ledamot av stadsfullmäktige i Alingsås 1909–1918, ledamot av styrelsen för Alingsås sparbank 1922–1940, Vd för Konfektionsaktiebolaget Altex 1931–1948 och styrelseordförande där 1931–1955. Molander är begravd på Stadskyrkogården i Alingsås.